# Sportpark De Westmaat
Sportpark De Westmaat is de accommodatie van twee voetbalverenigingen uit de Nederlandse plaats Spakenburg: VV IJsselmeervogels en SV Spakenburg. Het complex omvat acht kunstgrasvelden met lichtinstallaties. Er zijn twee multifunctionele tribunes om het hoofdveld. Verder telt het sportpark twee sporthallen waardoor er altijd getraind kan worden.
Er is plaats voor ongeveer 8000 toeschouwers. Vooral bij de Derby van Spakenburg zit het hele sportpark vol. Ook bij KNVB beker-wedstrijden is het extra druk met 4000-6000 toeschouwers. Van 2016 tot 2018 speelde Jong FC Utrecht ook af en toe wedstrijden op het sportpark.

## Rode Westmaat
- 4 velden: 4 kunstgras
- hoofdtribune: 1050 zitplaatsen
- overdekte staantribune: +/-1500 toeschouwers
- sporthal

De 'Rode' kant van de Westmaat is het terrein van VV IJsselmeervogels. In de competitie zijn er gemiddeld 2000 toeschouwers op de Rode Westmaat (seizoen 2016/17).

### De Hoofdtribune
De Hoofdtribune van IJsselmeervogels is een van de grootste tribunes bij de amateurs. Ze telt 1.050 zitplaatsen. De tribune is geopend in 2007.

### LED boarding
Sinds de winter van het seizoen 2011/12 kunnen sponsoren van IJsselmeervogels adverteren door middel van een boodschap op LED boarding. Dit was destijds uniek in het amateurvoetbal. De LED boarding werd voor het eerst gebruikt tijdens de wedstrijd IJsselmeervogels - Feyenoord (2-4) op 7 januari 2011. De boarding bevindt zich aan de lange zijde tegenover de hoofdtribune.

### Sporthal
IJsselmeervogels heeft net als SV Spakenburg een sporthal waar bij slecht weer in getraind kan worden door jeugdteams. De sporthal wordt ook voor evenementen gebruikt.

## Blauwe Westmaat
- 4 velden: 4 kunstgras
- hoofdtribune: 750 zitplaatsen[4]
- overdekte staantribune: 1500 toeschouwers[4]
- sporthal

De 'Blauwe' kant van de Westmaat is het terrein van SV Spakenburg. In de competitie zijn er gemiddeld 1900 toeschouwers op de Blauwe Westmaat (seizoen 2016/17).

### De Hoofdtribune
De hoofdtribune van Spakenburg was de eerste tribune in het amateurvoetbal met skyboxen (4 stuks). De tribune telt 750 zitplaatsen. De tribune werd geopend in 2003.

### Sporthal De Stormvogel
Op de Blauwe Westmaat is ook sporthal De Stormvogel te vinden. Deze sporthal biedt ruimte aan meerdere sporten en dient tevens als locatie voor evenementen. 